# Portugal
|  | Per a altres significats, vegeu «Regne de Portugal». |

Portugal, oficialment la República Portuguesa, és un estat europeu situat al sud-oest d'Europa, en la regió occidental de la península Ibèrica, i inclou arxipèlags de l'oceà Atlàntic nord. Té una àrea total de 92.391 km² i és el país més occidental del continent europeu. El territori portuguès limita al nord i a l'est amb Espanya; i al sud i a l'oest, amb l'oceà Atlàntic; i inclou els arxipèlags de les Açores i de Madeira.
El territori portuguès ha estat testimoni durant els passats 3.100 anys d'un constant flux de civilitzacions: fenicis, celtes, cartaginesos, romans, bàrbars i àrabs hi han deixat la seva empremta. Durant els segles XV i XVI Portugal va esdevenir una potència econòmica, política i cultural. Els territoris d'ultramar i colònies es van estendre per tot el globus. En l'actualitat és un país desenvolupat, i econòmicament pròsper; és un dels vint països del món amb millor qualitat de vida.

## Toponímia
La Lusitània va començar a dir-se “Portugal” entre els 930 i 950 dC; a final del segle x el nom ja s'utilitzava amb més freqüència. Ferran I de Lleó va denominar oficialment el territori de Portugal, el 1067, data en què el va donar al seu fill Garcia I de Galícia. Cale, l'actual ciutat de Vila Nova de Gaia, ja era coneguda com a Portucale des dels temps dels gots.
El nom de Portugal, per tant, deriva del nom romà d'aquesta ciutat Portus Cale; Cale al seu torn, era el nom d'un assentament primitiu localitzat en la desembocadura del Duero, que vessa cap a l'oceà Atlàntic al nord del país. Durant la Segona Guerra Púnica (a la fi del segle iii aC), els romans van intervenir a la península en una batalla contra els cartaginesos, conqueriren la ciutat de Cale, port d'origen grec a prop de l'actual Porto, i la batejaren com a Portus Cale. Durant l'edat mitjana, la regió entorn de Cale va ser coneguda, pels visigots, com a Portucale, el qual evolucionaria en Portugale durant els segles vii i viii.
Alguns historiadors suggereixen que la paraula Cale es deriva del grec Kalles ("bonic"), mentre que d'altres suggereixen que es deriva dels pobles galaics que habitaven la zona.

## Història
La història de Portugal té els seus orígens que es remunten a la baixa edat mitjana, ampliant els seus territoris durant l'Era de l'exploració fins a crear un vast Imperi Portuguès, i convertint-se en una potència mundial entre els segles xv i xvi. Portugal va entrar en decadència perdent gran part de la seva riquesa i estatus, començant per la pèrdua de la seva força militar i naval a la batalla d'Alcazarquivir, i de la seva flota, que va ser incorporada a l'Armada Espanyola, que no va permetre que el país defensés les seves possessions d'ultramar. Va tornar a patir una altra sotragada el 1755 amb la destrucció gairebé total de la seva capital pel terratrèmol de Lisboa de 1755, a començaments del segle xix amb les Guerres Napoleòniques i el 1822 amb la independència de la seva gran colònia, el Brasil. Una revolució el 1910 va deposar la monarquia, però la República va ser incapaç de solucionar els problemes d'un país immers en una conflictivitat social, la corrupció i els enfrontaments amb l'església. El 1926 un cop d'Estat va donar pas a una dictadura que es mantindria en el poder fins al 1974, quan una revolució de militars d'esquerres va imposar la democràcia. A l'any següent, Portugal va declarar la independència de totes les seves colònies d'Àfrica. És soci-fundador de l'OTAN, de l'OECD i l'EFTA. El 1986 va ingressar a la CEE, actual Unió Europea.

### Formació i consolidació del regne

Bandera del Comtat de Portucale

Molt abans que Portugal hagués aconseguit la seva independència, ja hi havia hagut diversos intents per a assolir una autonomia major, i fins i tot la independència, promoguda pels comtes que governaven les terres del Regne de Galícia i Portucale. Per tal d'acabar amb aquest desig independentista de la noblesa local en relació amb el domini lleonès, el rei Alfons VI de Castella entregà el comtat de Galícia, que aleshores incloïa les terres de Portucale al comte Ramon de Borgonya. Després de molts fracassos militars de Ramon contra els moros, Alfons VI decidí donar el 1096 al seu cosí, Enric de Borgonya, el govern de les terres al sud del regne de Galícia, formant així el Primer Comtat de Portugal. Sota el govern d'Enric, el comtat conegué no només una política militar més eficaç en la lluita contra els moros, ans també una política independentista més activa, malgrat no haver-la aconseguit. Després de la seva mort, quan el seu fill Alfons, pujà al poder, Portugal aconseguí la seva independència amb la signatura del Tractat de Zamora, al mateix temps que conquistava localitats importants com ara Santarém, Lisboa, Palmela i Évora.
Tan bon punt acabà la Reconquesta del territori portuguès el 1249, la independència del nou regne fou posada a prova diverses vegades pel Regne de Castella. Primerament, amb la crisi de successió de Ferran I de Portugal, que culminà amb la batalla d'Aljubarrota, el 1385.

### Descobriments

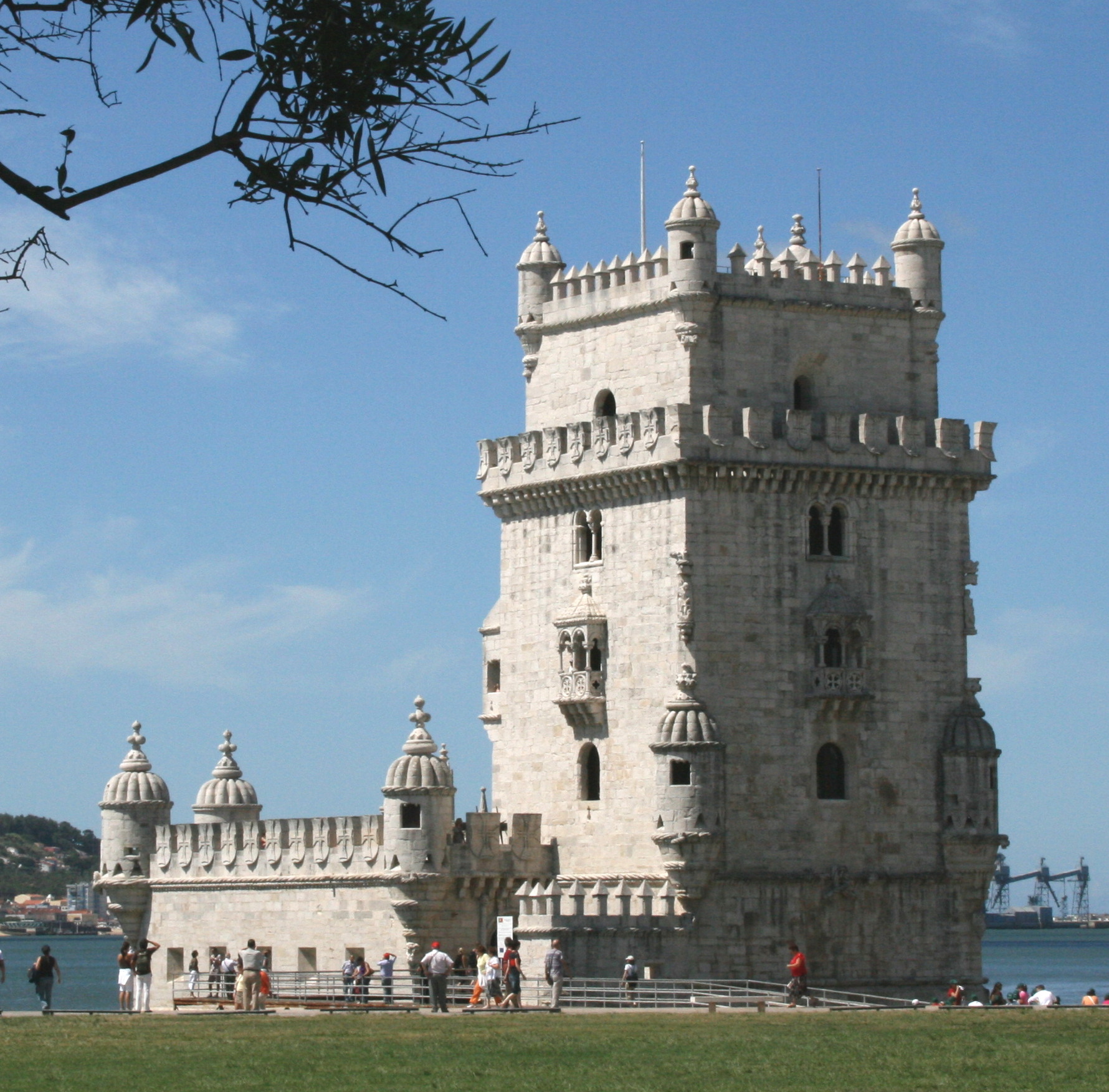
Torre de Belém, construïda el 1510, és un símbol històric de Portugal i Lisboa.

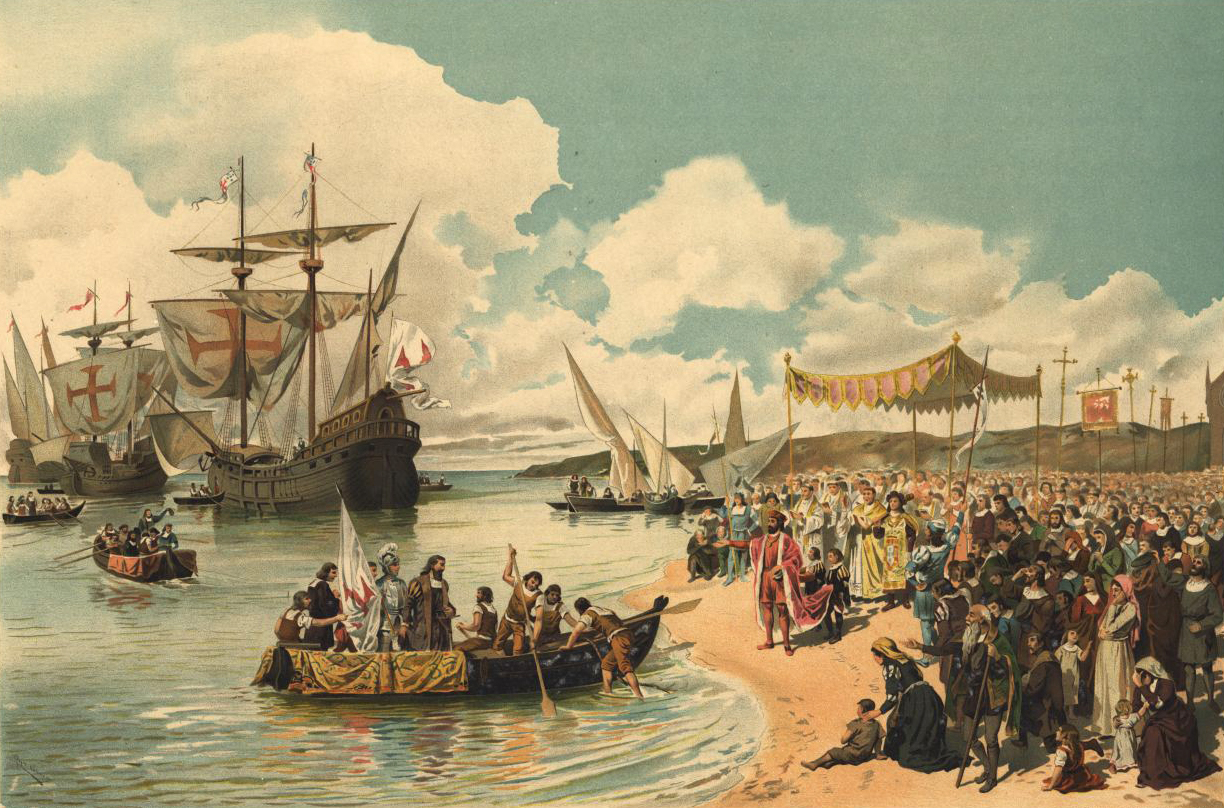
La Sortida de Vasco da Gama a l'Índia (1497).

Amb la fi de la guerra, Portugal inicià el procés d'exploració i expansió conegut que començà l'era dels descobriments portuguesos, amb figures quimèriques com ara Enric el Navegador, i el rei Joan II. Ceuta fou conquerida el 1415; el cap Bojador el 1434, i l'exploració de la costa africana, prosseguí fins que Bartolomeu Dias el 1488 comprovà que existia una comunicació entre els oceans Atlàntic i Índic, i fundà el Cap de Bona Esperança a l'extrem meridional del continent. Poc després de descobrir-se les terres de Nord-amèrica pels espanyols, foren descobertes les terres del Brasil i el camí marítim a l'Índia, durant el regnat de Manuel I l'Afortunat. Així, començà a crear-se l'Imperi Portuguès, les conquestes de Goa, Malaca i Ormus en Orient per Afonso de Albuquerque, i durant la primera meitat del segle xvi s'inicià la colonització del Brasil durant el regnat de Joan III.
El país tingué el seu "segle d'or" en aquest període. Tanmateix, en la batalla de Kasr al-Kabir (1578) el jove rei Sebastià i part de la noblesa portuguesa van morir. Pujà al tron Enric, que morí dos anys després, per la qual cosa comença la segona crisi de successió, que es resol amb la pujada al tron portuguès de Felip II de Castella, el primer dels tres reis espanyols. Aquest domini acabà l'1 de desembre del 1640 gràcies a la noblesa nacional que després d'haver vençut la guàrdia reial en un sobtat cop d'Estat, coronà Joan IV com a rei de Portugal.

### Restauració, absolutisme i monarquia liberal

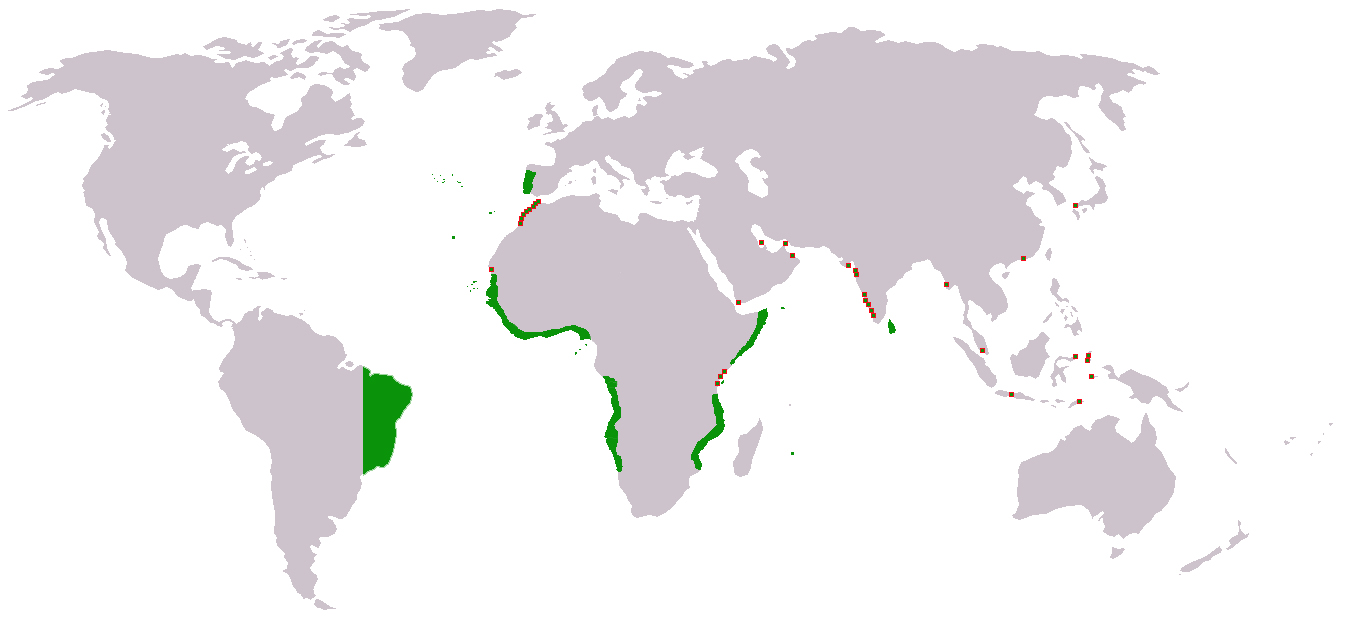
L'imperi Portuguès durant el regnat de Joan III.

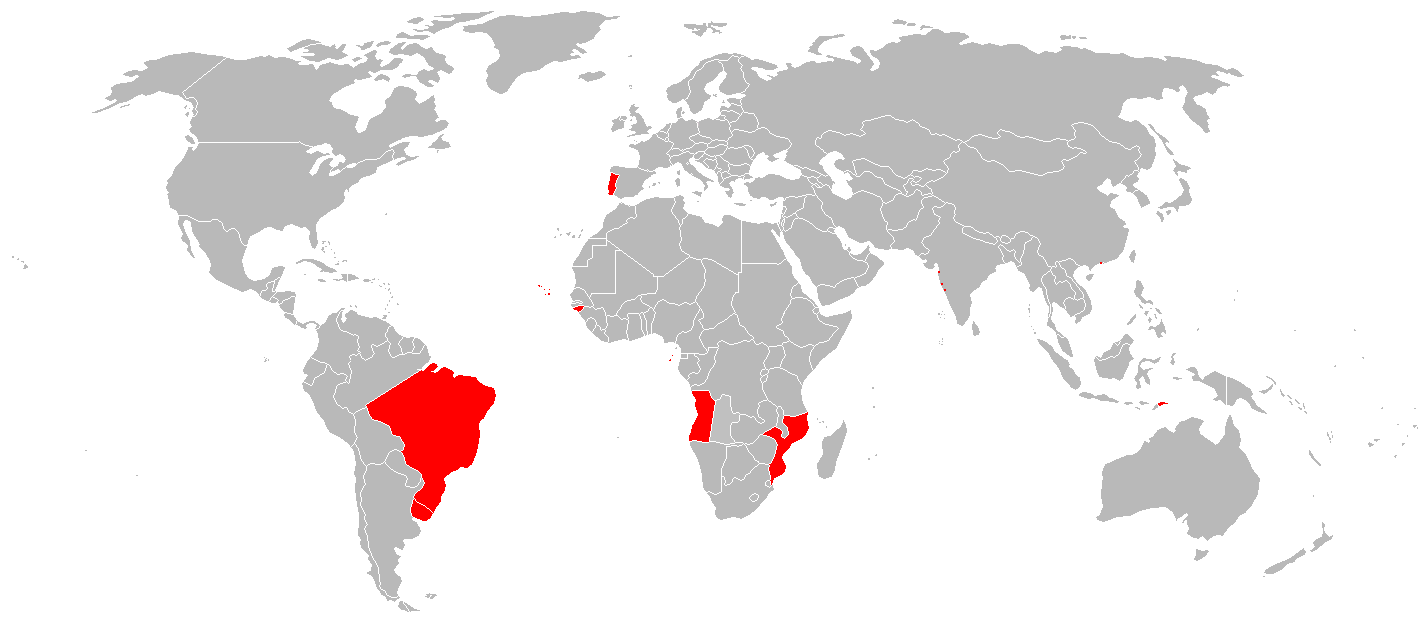
Extensió màxima de l'Imperi Portuguès el.

Després de la restauració de la independència de Portugal, l'Estat entrà en guerra contra Espanya, que acabaria el 1668, amb la signatura del Tractat de Lisboa en què Espanya reconeixia definitivament la restauració de Portugal.
A finals del segle xvii i la primera meitat del segle xviii començà l'exploració minera del Brasil i s'hi descobriren pedres precioses que feren de les corts de Joan V una de les més riques d'Europa. Aquestes riqueses servien, sovint, per a pagar els productes importats, principalment d'Anglaterra (per exemple, gairebé no existia la indústria tèxtil al regne, i tots els teixits eren importats d'Anglaterra). El comerç internacional es basava en la indústria vinícola i el desenvolupament econòmic del regne fou impulsat, durant el regnat de Josep de Portugal gràcies als esforços del marquès de Pombal, ministre entre 1750 i 1777. Implantà diverses reformes mercantils per tal de revertir la situació econòmica. Fou en aquest regnat que el terratrèmol de 1755 devastà Lisboa i Algarave l'1 de novembre, 1755.
Per tal de no trencar amb l'aliança amb Anglaterra i en refusar adherir-se al Bloqueig Continental, Portugal fou envaït pels exèrcits napoleònics el 1807. Les Corts i la família reial portugueses es refugiaren al Brasil, i la capital es traslladà a Rio de Janeiro fins al 1821, quan Joan VI—des de 1816 el rei del "Regne Unit de Portugal, el Brasil i l'Algarve", retornà a Lisboa per a jurar la primera constitució portuguesa. L'any següent, el seu fill, Pere IV fou proclamat emperador del Brasil, tot i que l'Imperi del Brasil i el Regne de Portugal seguiren units durant gairebé deu anys; després se n'independitzà.
Portugal visqué, la resta del segle xix, períodes de gran pertorbació política i social (com ara la guerra civil i d'altres revoltes i aixecament militars incloent-hi la Revolució de Setembre) que acabaren amb l'Acta Addicional a la constitució, el 1852. Inicià llavors, una política de foment protagonitzada per Fontes Pereira de Melo. A finals del segle xix les ambicions colonials portugueses xocaren amb les angleses. Després de cedir a les exigències britàniques, i a causa dels problemes econòmics creixents, la monarquia quedà desacreditada, i Carles I i el príncep Lluís Felip foren assassinats l'1 de febrer, 1908.

### República, Nou Estat i democràcia

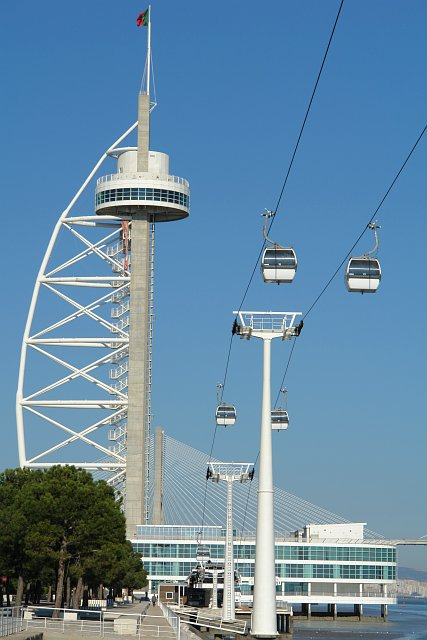
Torre Vasco da Gama i el telefèric adjacent (Lisboa).

La República fou instaurada poc després, en la Revolució del 5 d'octubre de 1910, i el rei Manuel II s'exilià a Anglaterra. Després de diversos anys d'inestabilitat política, amb lluites constants de treballadors, homicidis polítics i crisis financeres —problemes agreujats per la participació en la Primera Guerra Mundial— l'Exèrcit prengué el poder el 1926. El règim militar designà com a ministre de Finances António de Oliveira Salazar (1928), professor de la Universitat de Coimbra, i poc després el designà com a President del Consell de Ministres (1932). Al mateix temps que les finances eren restaurades, s'instituí l'Estat Nou, règim autoritari de corporativisme d'Estat, amb un partit únic i sindicats estatals, amb afinitats al feixisme des de 1945. El 1968 el succeí Marcelo Caetano.
El règim rebutjà la descolonització de les Províncies Ultramarines, la qual cosa portà a la guerra colonial portuguesa, començant a Angola (1961) i seguida de Guinea Bissau (1963) i Moçambic (1964). Malgrat de les crítiques d'alguns dels oficials més antics de l'Exèrcit, entre ells el general António de Spínola, el govern semblava determinat a continuar amb aquesta política. Amb el seu llibre "Portugal e o Futuro" ("Portugal i el Futur"), defensava la insustentabilitat d'una solució militar en les guerres d'Ultramar, Spínola fou destituït, la qual cosa agreujà el malestar creixent dels oficials joves de l'Exèrcit, que desencadenà en la Revolució dels Clavells.
El 25 de novembre de 1975 diversos sectors de l'esquerra radical, provocats per les notícies d'una possible instauració d'una dictadura comunista, donaren un cop d'Estat. Tanmateix no tenien cap líder clar. El Grup dels Nou reaccionà i posà en pràctica un pla militar de resposta encapçalat per António Ramalho Eanes. Triomfà i l'any següent es consolidà la democràcia. El mateix Ramalho Eanes és elegit com a primer President de la República. S'aprovà una constitució democràtica i es restabliren els poders polítics locals i els governs autònoms de les Illes.

### Tercera República
La primera fase després de la revolució va ser la unió d'un corrent conservador dels militars al voltant d'António de Spínola i un vessant socialista al voltant del primer ministre vasco Gonçalves, així com el general Francisco da Costa Gomes i Otelo Saraiva de Carvalho i Salgueiro Maia, que eren membres del MFA (Moviment de les Forces Armades). Una vegada establert el corrent socialista, van començar les nacionalitzacions i la reforma agrària. La Constitució de 1976 definia el pas al socialisme amb la destinació de l'Estat. El general Spínola va ser obligat a marxar a l'exili al Brasil.
Quan en les primeres eleccions presidencials després de la Constitució de 1976 el general António Ramalho Eanes es va imposar clarament a Otelo, es van establir les bases per crear un model d'Estat parlamentari a la manera de l'Europa occidental. Eanes i el representant del Partit Socialista, Mário Soares (primer ministre des del 1976 fins al 1978 i des del 1983 fins al 1985, president de la República entre 1986 i 1996) van apropar el país a la Comunitat Europea, sent l'ingrés el 1986, al costat del d'Espanya, les negociacions del qual havien estat més problemàtiques.
El 1979 va guanyar les eleccions parlamentàries, per primera vegada després de la Revolució dels Clavells, un grup polític situat en el centredreta, (govern de Francisco de Sá Carneiro i Francisco Pinto Balsemão). El govern es va posar d'acord amb l'oposició socialista per dur a terme una reforma constitucional. La nova Constitució, que va entrar en vigor el 1982 va eliminar algunes institucions que havien sorgit després de la Revolució, entre elles el Consell Revolucionari, i va crear un Tribunal Constitucional a l'estil dels països democràtics. El 1985 Aníbal Cavaco Silva es converteix en primer ministre pel Partit Socialdemòcrata de tall conservador. Dos anys més tard el partit va aconseguir la majoria absoluta. Cavaco Silva es va mantenir en el poder fins al 1995, impulsant una política econòmica neoliberal i privatitzant aquelles empreses que s'havien nacionalitzat després de la revolució. Des del 1995 fins al 2002, el govern va estar en mans del socialista António Guterres. Macau, l'última colònia d'Àsia, va ser retornada a la sobirania xinesa el 20 de desembre de 1999.
En les eleccions parlamentàries del 17 de març de 2002 la dreta portuguesa va tornar a aconseguir la majoria dels vots. Amb un 62,3% dels vots escrutats, el PSD sota la direcció de José Manuel Durão Barroso hauria aconseguit un 40,1% dels vots, seguit pel Partit Socialista i els conservadors del Partit Popular amb un 37,9% i un 8,8% respectivament. Barroso va formar una coalició en la qual el líder del Partit Popular, Paulo Portes va rebre la cartera de Justícia, Treball i Assumptes Socials. Els socialistes van mantenir a les seves mans la Presidència de la República a causa que el successor de Soares va ser Jorge Sampaio.
El 2004 Barroso va ser nomenat successor de Romano Prodi com a president de la Comissió Europea. El seu successor en el càrrec de primer ministre, Pedro Santana Lopes, només va governar durant un curt període, ja que al novembre d'aquest any l'Assemblea Nacional es va dissoldre per triar un nou primer ministre. Al febrer de 2005 van tenir lloc les eleccions i en elles el Partit Socialista va aconseguir per primera vegada en la seva història una majoria absoluta. José Sócrates va ser nomenat primer ministre.
El 22 de gener de 2006 els votants portuguesos van triar a Aníbal Cavaco Silva com a nou President de la República. Va aconseguir majoria absoluta en la primera volta, per la qual cosa no es va haver d'enfrontar en una segona volta amb el seu principal rival, el candidat socialista renegat Manuel Alegre que va quedar davant del candidat oficial del partit socialista Mário Soares.

## Geografia física

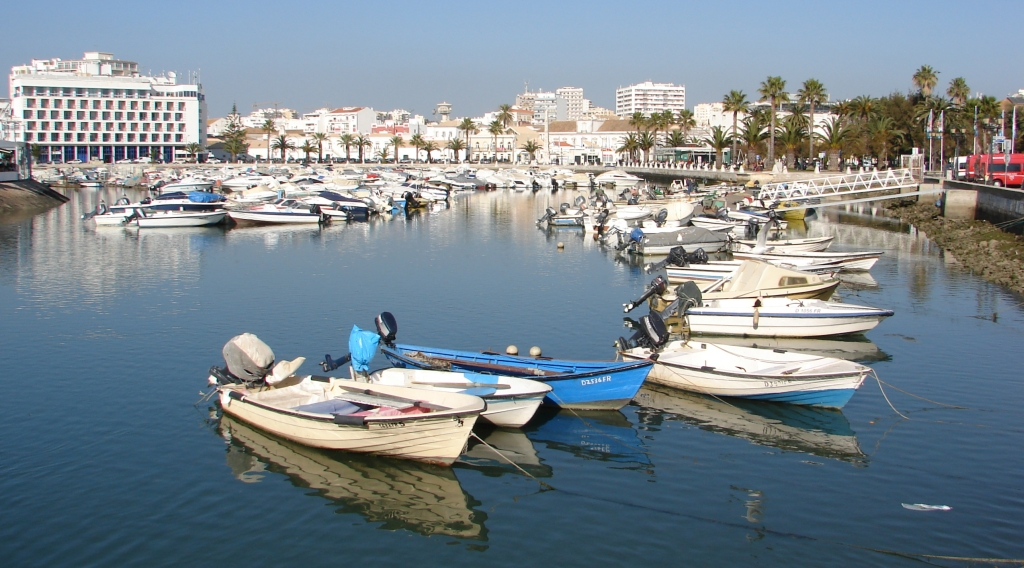
Faro - Capital de l'Algarve.

Situat a l'extrem sud-oest d'Europa, el Portugal continental té frontera només amb un altre Estat europeu: Espanya. El territori continental està dividit pel riu principal, el Tejo. La regió del nord és més muntanyosa; hi ha altiplans, intercalats amb àrees que permeten el desenvolupament de l'agricultura. Al sud, fins a l'Algarve, el relleu es caracteritza per planícies i les serralades són esporàdiques. Altres rius importants són el Duero, el Miño, el Guadiana, que, com el Tejo, neixen a Espanya. El Mondego, neix a la Serra da Estrela, la serralada on es troben els punts més alts del Portugal continental.
Les illes de les Açores són localitzades al rift mitjà de l'oceà Atlàntic. Hi ha una gran activitat volcànica molt perillosa en aquesta zona. El punt més alt de Portugal, el Monte Pico, s'hi troba, localitzat a l'illa del Pico, amb 2.351 metres d'altitud. Les illes de la Regió autònoma de Madeira, per contra, són situades a la placa africana. Per la seva situació d'estabilitat, és una zona menys subjecta a l'activitat sísmica. El punt més alt d'aquest territori és Pico Ruivo, amb 1.862 metres d'altitud.
Al Portugal continental, les temperatures mitjanes anuals són de 13 °C al nord i de 18 °C al sud. Les illes de Madeira i les Açores, atesa la seva localització a l'Atlàntic, són més humides i la precipitació hi és més comuna, amb un interval de temperatures menor.

## Política i govern

### Estructura constitucional
A Portugal existeixen quatre òrgans de sobirania: el President de la República (el cap d'Estat, com a poder moderador, amb poder executiu limitat), l'Assemblea de la República (el poder legislatiu) el Govern (el poder executiu) i els Tribunals (el poder judicial). El sistema de govern portuguès és semipresidencialista.
El President de la República és el cap d'Estat i és elegit per sufragi universal per un mandat de cinc anys, exercint una funció triple de fiscalització sobre l'activitat del Govern, és el comandant suprem de les Forces Armades (Exèrcit, Armada, Força Aèria, Guàrdia Nacional Republicana) i ostenta la representació formal de l'Estat portuguès a l'exterior. Resideix oficialment al Palau de Belém, a Lisboa.
L'Assemblea de la República, que es reuneix a Lisboa, al Palau de São Bento, està integrada per 230 diputats electes en 22 cercles plurinominals en llistes de partits per un mandat de quatre anys.
El Govern és encapçalat pel primer ministre, que és, per regla, el líder del partit més votat en cada elecció legislativa i convidat pel president de la República per a formar el govern. Resideix oficialment a la Residència Oficial, a Lisboa.
Els Tribunals administren la justícia en nom del poble, en defensant els drets i interessos dels ciutadans, i en impedint la violació de la legalitat democràtica i en dimitir els conflictes dels interessos que ocorrin entre les diverses entitats. Els Tribunals majors són el Tribunal Constitucional, destinat a resoldre les qüestions relacionades amb les lleis constitucionals i el Tribunal Suprem de Justícia que resol qüestions d'última instància.
Des de 1975 el panorama polític portuguès ha estat dominat per dos partits: el Partit Socialista (PS) i el Partit Social Demòcrata (PSD).

### Defensa

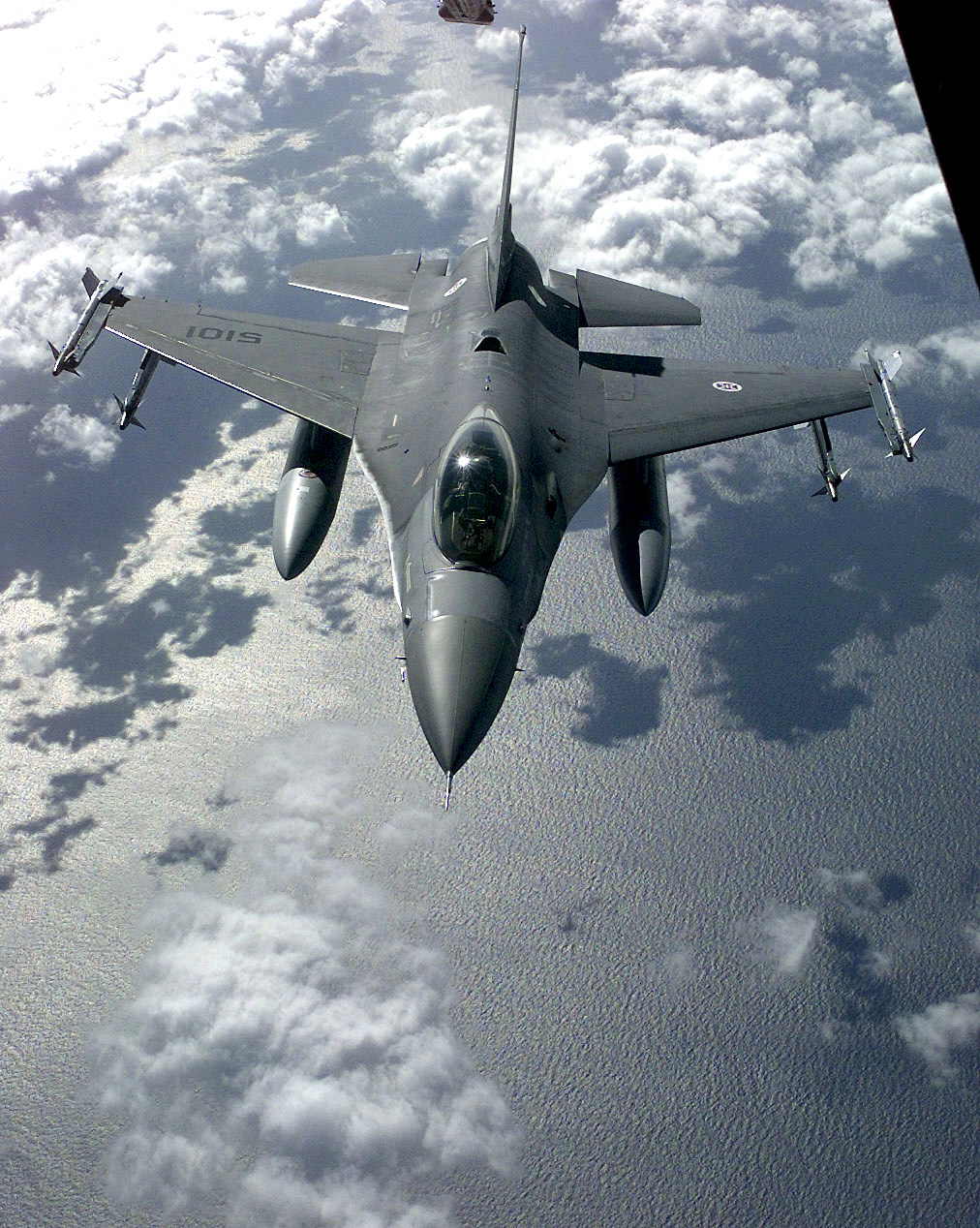
F-16 de la Força Aèria Portuguesa.

Les forces armades tenen tres branques: Exèrcit, Armada i Força Aèria. Els militars de Portugal serveixen principalment com una força d'autodefensa, la missió dels quals és protegir la integritat territorial del país i la prestació d'assistència humanitària i la seguretat del país a l'estranger. Des de l'inici de la dècada del 2000, el servei militar no és obligatori. La Guarda Nacional Republicana (GNR), és una força de policia sota l'autoritat dels militars, els seus soldats estan subjectes a la legislació militar i la seva organització. Ha proporcionat destacaments per a la participació en operacions internacionals a l'Iraq i Timor. Els Estats Units mantenen una presència militar a Portugal amb 770 efectius. Portugal participa en operacions de manteniment de la pau en diverses regions. La despesa de defensa el 1999-2000 fou de $1,3 milions, el que representa el 2,2% del PIB.
Des de començaments del decenni de 2000, el servei militar obligatori ja no es practica. Altres canvis en les forces inclouen l'enfocament professional cap a activitats militars. L'edat per al reclutament voluntari s'ha fixat en 18 anys. En el segle xx, Portugal va participar en dues grans intervencions militars: la Primera Guerra Mundial i la guerra colonial portuguesa (1961-1974). Portugal ha participat en missions de manteniment de la pau a Timor Oriental, Bòsnia, Kosovo, l'Afganistan, Iraq (Nasiriyah), i el Líban.

### Subdivisió administrativa

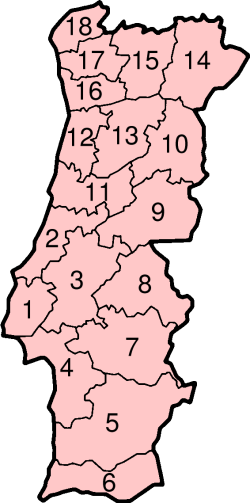
Districtes de Portugal

Portugal té una estructura administrativa de 308 consells (en portuguès: concelhos), que se subdivideixen en més de 4.000 parròquies (en portuguès: freguesias). Els municipis s'agrupen, amb fins administratius, en unitats superiors. Al Portugal continental, s'agrupen en 18 districtes, mentre que les illes de les Açores i Madeira formen regions autònomes.
Els divuit districtes són: 
1. Lisboa
2. Leiria
3. Santarém
4. Setúbal
5. Beja
6. Faro
7. Évora
8. Portalegre
9. Castelo Branco
10. Guarda
11. Coimbra
12. Aveiro
13. Viseu
14. Bragança
15. Vila Real
16. Porto
17. Braga
18. Viana do Castelo

Segons la Nomenclatura d'Unitats Territorials d'Estadística de la Unió Europea, Portugal està dividit en set regions: Alentejo, Algarve, Açores, Centre, Lisboa, Madeira i Nord, subdividits en trenta subregions.

### Grans àrees metropolitanes
- GAM de Lisboa
- GAM de Porto

### Ciutats principals
Lisboa, Porto, Braga, Coïmbra, Funchal, Évora, Faro, Ponta Delgada, Vila Nova de Gaia, Almada, Setúbal, Amadora Aveiro, Viseu, Guarda, Leiria, Covilhã, Vila Real, Portimão, Figueira da Foz, Viana do Castelo, Angra do Heroísmo i Horta
Lisboa (amb prop de 500.000 habitants i 2,1 milions d'habitants a la regió de Lisboa) és la capital des del segle xii, la major ciutat del país, el principal centre econòmic, el principal port marítim i el principal aeroport portuguès i la ciutat més rica de Portugal amb un PIB per capita superior a la mitjana de la Unió Europea. Altres ciutats importants són Porto (prop de 240.000 habitants i 1.000.000 en el Gran Porto), la segona major ciutat i centre econòmic, Aveiro (considerada la Venècia portuguesa), Braga (la ciutat dels arquebisbes), Chaves (ciutat històrica i mil·lenària), Coïmbra (amb la universitat més antiga del país), Guimarães (bressol de la nació), Elvas (ciutat més fortificada d'Europa), Évora (ciutat-museu), Setúbal (tercer port més important), Portimão (3r port de creuers), Faro i Viseu.

## Economia

### Indicadors econòmics

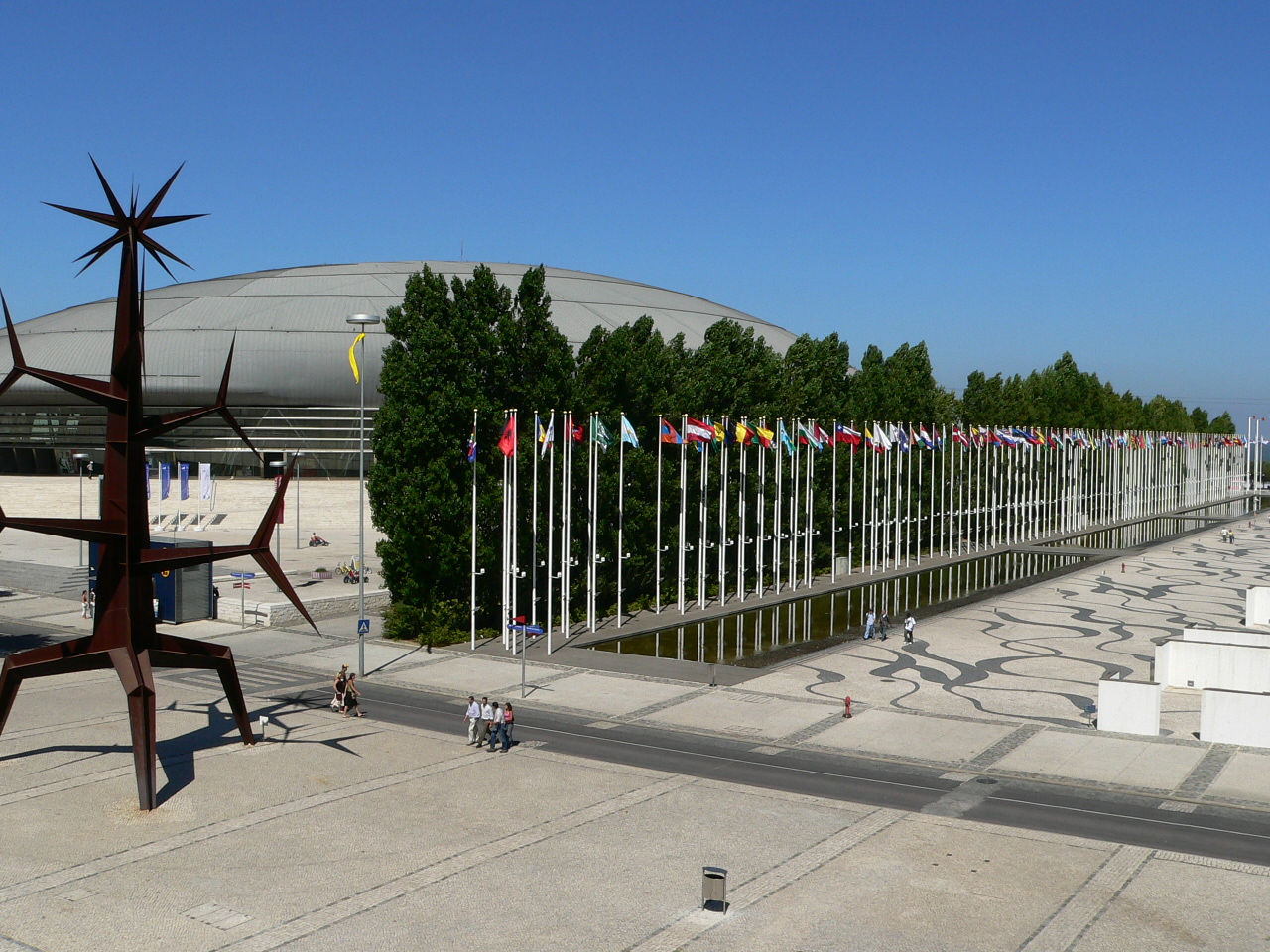
Parc de les Nacions

L'economia de Portugal es basa en els serveis i la indústria; els serveis comercials han pres un lloc més important que no pas les indústries tradicionals dels tèxtils, roba, i dels productes de fusta. El país ha incrementat el seu paper en la indústria de l'automòbil i de programari. Els serveis, en especial, el turisme en l'actualitat són molt importants. El finançament de la Unió Europea a Portugal es reduirà 10% durant el període de 2007 al 2013. Atesa l'expansió de la Unió cap a Europa oriental, Portugal ha perdut el seu avantatge comparatiu i els costos laborals menors. El model econòmic portuguès ha canviat d'un model basat en el consum i en la inversió pública a un d'enfocat en les exportacions i en la inversió provada, així com en el desenvolupament del sector de l'alta tecnologia.
Portugal es va unir a la Unió Europea el 1986 i va començar un procés de modernització dins l'estructura d'un ambient estable, aconseguint un nivell saludable de creixement. Els governs successius han implementat diverses reformes i han privatitzat moltes de les empreses públiques, així com d'altres àrees de l'economia. Portugal va ser un dels membres fundadors de l'euro i per tant, està integrat a la zona euro.
Les indústries principals de Portugal són les refineries petrolieres, la indústria de l'automòbil, la producció de ciment, la indústria del paper, la indústria tèxtil i del calçat, la fabricació de mobles i de suro. La manufactura representa el 33% de les exportacions portugueses. Portugal és el cinquè productor més gran de tungstè, i el vuitè productor més gran de vi. L'agricultura i la pesca ja no representen l'element més important de l'economia. No obstant això, Portugal té una tradició important en el sector de la pesca, i és un dels països amb major producció de peix per capita del món. Els vins portuguesos, en especial el vi de Porto i el vi de Madeira són reconeguts mundialment.

### Turisme

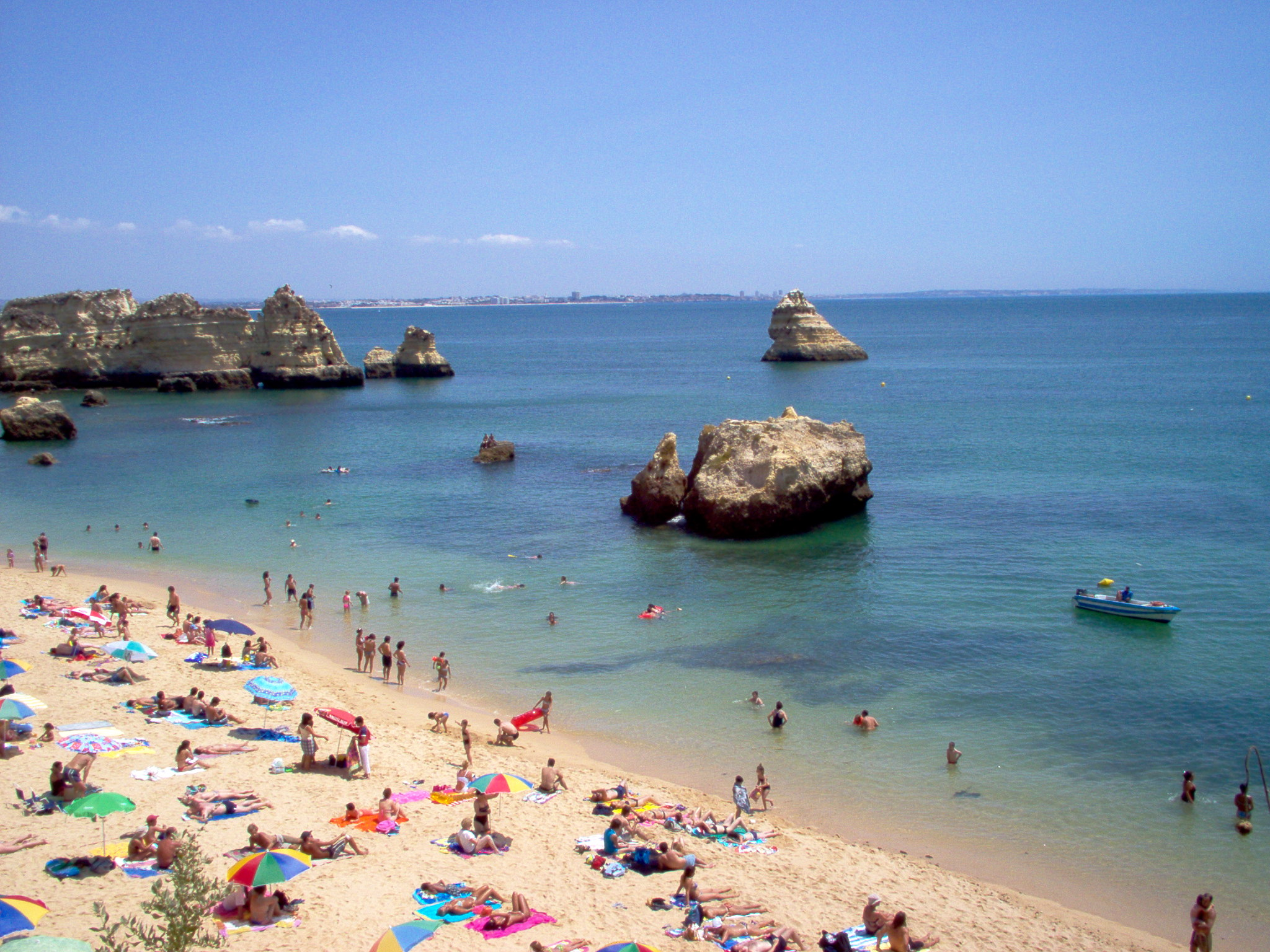
Platja de Lagos, Algarve.

L'Algarve, al sud de Portugal, és per excel·lència un centre de turistes internacionals, nacionals i europeus, especialment britànics. El clima i la temperatura de l'aigua són els principals factors que contribueixen al gran creixement del turisme en aquesta regió. Lisboa atrau molts turistes per la història i els seus diversos monuments (com l'Aqüeducte d'Aigües Livres, la catedral, la Baixa Pombalina, la Torre de Belém i el Mosteiro dos Jerónimos). Els seus principals atractius són el Museu Nacional d'Art Antic, la Fundação Calouste Gulbenkian, Centre Cultural de Belém i el Teatre Nacional de São Carlos. També ressalten el Oceanario de Lisboa, una divertida nit i tota la zona que envolta el lloc de celebració de l'Exposició Mundial de 1998.
La Península de Setúbal té diverses característiques naturals i culturals, com ara la Serra da Arrábida, les platges d'Almada i Sesimbra, la badia de Seixal, la salina de Alcochete, els molins de marea, les típiques embarcacions del Tajo i Sado, els antics pobles de pescadors i tota la fauna i la flora de ribera. Al nord, Porto és una ciutat que ha guanyat un lloc de prominència en el paisatge cultural del país i d'Europa. Fou Capital Europea de la Cultura el 2001. Madeira és també un centre turístic internacional, de tot l'any, tant pel seu clima suau i paisatges exuberants, com el seu Any Nou al costat de major espectacle de focs d'artifici del món, les seves flors, l'internacionalment conegut Vi de Madeira i la seva característica cuina.
A la llista del Patrimoni de la Humanitat són els centres històrics de Porto, Angra do Heroísmo, Guimarães, Évora i Sintra. També són el Monestir de los Jerónimos del Patrimoni Mundial, la Torre de Belém, el monestir de Alcobaça, monestir de Batalha, el convent de Crist en Tomar, els llocs d'art rupestre de la vall de Côa, el bosc Laurisilva de Madeira, i els paisatges de l'illa de Pico i l'Alto Douro.

## Geografia humana i societat

### Demografia
El poble portuguès actual té el seu origen en els pobles celtes, ibers i celtibers i, majoritàriament per lusitans. L'origen dels galaics (del llatí gallaeci) són d'origen celta i germànic. Els conis i altres tribus menys significatives constitueixen la resta de l'origen. Altres influències importants foren també els romans, els visigots i els sueus. La presència àrab i la població amaziga també influenciaren la demografia portuguesa.
En l'actualitat el 16,4% de la població portuguesa té una edat entre els 0 i els 14 anys, 66,22% entre els 15 i el 64, i el 17,4% major dels 65 anys. L'esperança de vida mitjana és de 78,04 anys. La taxa d'alfabetització és de 99,3%, la qual ha crescut al llarg dels anys. El creixement poblacional se situa al 0,305%; neixen 10,45 per cada 1.000 habitants i en moren 10,65 per cada 1.000 per la qual cosa, la població no es renova; la taxa de fertilitat és d'1,49 nens per dona. La taxa de mortalitat és una de les més baixes del món. Viuen a Portugal a prop de 550.000 immigrants, és a dir el 5% de tota la població, la majoria provenint del Brasil (66.700), d'Ucraïna (65.800) i de Cap Verd (64.300).
Malgrat que Portugal és un país desenvolupat, encara hi ha persones sense accés a aigua potable i a electricitat. El sanejament bàsic encara no abasta tot el territori; a les regions de Lisboa i Vale do Tejo és on la població en té més accés.

### Llengües
La llengua oficial de la República Portuguesa és el portuguès (paràgraf tercer de l'article onzè de la Constitució de la República Portuguesa), que amb més de 210 milions de parlants nadius, és la cinquena llengua més parlada del món i la tercera més parlada del món occidental. És la llengua oficial de Portugal i el Brasil, i cooficial amb d'altres més a Angola, Cap Verd, Guinea Bissau, Macau, Moçambic, São Tomé i Príncipe i Timor-Leste.
A més, a Portugal es reconeix oficialment el mirandès, llengua oficial del consell de Miranda do Douro, d'origen asturlleonès, que s'ensenya com a llengua facultativa en les escoles del consell de Miranda do Douro i part del consell de Vimioso. El seu ús, tanmateix, és bastant restringit, però hi ha en curs diverses accions que garanteixen els drets lingüístics de la seva comunitat parlant.

### Religió

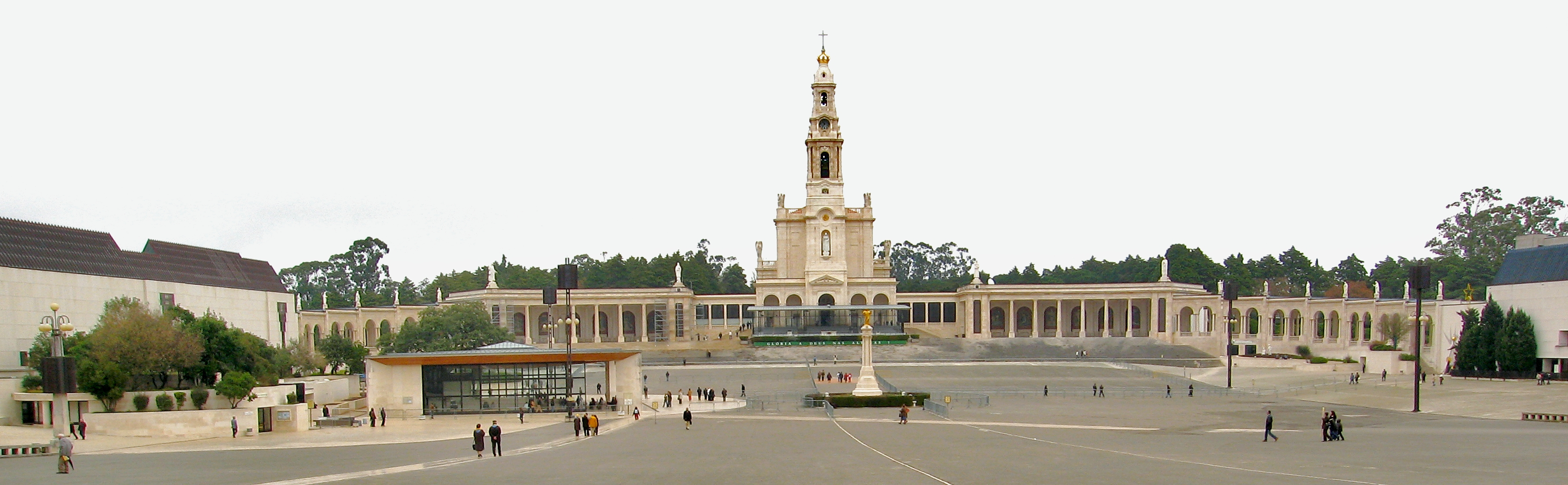
El Santuari de Fàtima.

La majoria dels portuguesos (84,5% aproximadament del total de la població, segons els resultats oficials del cens de 2001) segueix la religió catòlica. Al voltant de la meitat dels matrimonis que es realitzen són catòlics, i automàticament tenen efectes civils. El divorci està permès, segons el que disposa el Codi Civil, per mutu consentiment o mitjançant sol·licitud a la cort per un cònjuge, encara que el dret canònic no preveu aquesta figura. Hi ha vint diòcesis a Portugal, agrupades en tres províncies eclesiàstiques: Braga, Lisboa i Évora.
Els protestants tenen diverses branques, que treballen principalment amb la inspiració evangèlica neopentecostal (per exemple, l'Església Assemblea de Déu i Maná) o brasilera d'immigració (per exemple, IURD).
Els Testimonis de Jehovà tenen prop de 50.000 practicants a Portugal, distribuïts en unes 650 congregacions. Més de 95.000 persones assistiren l'any 2007 a la Commemoració de la mort de Crist. La religió està present en el país des de 1925, tot i que es va prohibir entre els anys 1961 i 1974. El desembre de 1974 l'Associació dels Testimonis de Jehovà va ser legalment reconeguda, i actualment té la seu a Alcabideche.
La comunitat jueva de Portugal ha aconseguit mantenir-se activa fins a l'actualitat, malgrat l'ordre d'expulsió dels jueus el 5 de desembre de 1496 per decret del Rei Manuel I, que va forçar a molts jueus a conversions forçoses, a l'expulsió del país, o la detenció i posterior càstig per part de la Inquisició portuguesa. La forma en què el culte s'ha desenvolupat a la vila de Belmonte és un exemple de perseverança i unitat dels jueus a Portugal. L'any 1506 hi ha haver una massacre de jueus a Lisboa, on hi van perdre la vida entre 2.000 i 4.000 persones.
També hi ha minories musulmanes (15.000 persones) i hindús, principalment descendents d'immigrants, i també seguidors (alguns només a escala regional) dels budistes i Gnostics.
La Constitució portuguesa garanteix la llibertat religiosa i la igualtat entre totes les religions, tot i que posa l'accent en el Concordat. La presència de l'Església catòlica és habitual en algunes cerimònies oficials, com inauguracions d'edificis públics o actes oficials de l'Estat. Tanmateix, la posició religiosa dels polítics electes és generalment considerada irrellevant pels votants. Per exemple, dos expresidents de la República (Mário Soares i Jorge Sampaio) eren persones considerades laiques.

## Cultura

### Literatura
Poesia/prosa:
Camões, Bocage, Eça de Queiroz, Gil Vicente, Fernando Pessoa, Miguel Torga, Florbela Espanca, Alves Redol, 
Sophia de Mello Breyner Andresen, Julio Diniz, Antero de Quintal, Camilo Castelo Branco, Agustina Bessa-Luis, Fernando Namora, José Saramago.

### Música popular iFado
Amália Rodrigues, Herminia Silva, Dulce Pontes, Zeca Afonso, Tonicha, Paulo de Carvalho, José Cid, Mariza, Mísia, Paco Bandeira, Lenita Gentil, Linda de Suza, Victor Espadinha, Cândida Branca-Flor, Roberto Leal, Madredeus, Camané.

### Cinema i teatre
Manoel de Oliveira, Beatriz Costa, Laura Alves, Carmen Miranda

### Pintura i escultura
Amadeo de Sousa-Cardoso, Soares dos Reis, Vieira da Silva

### Ensenyament

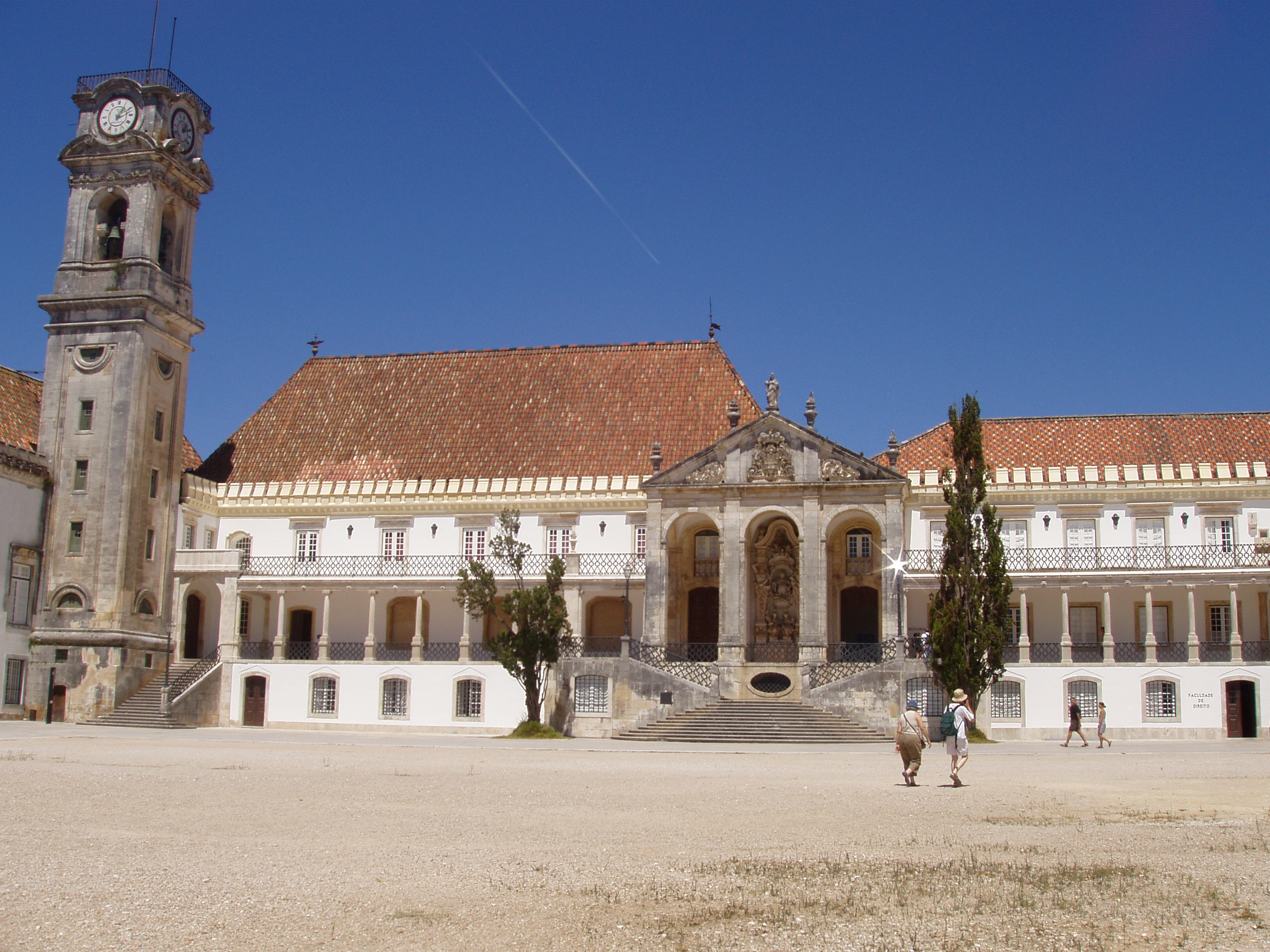
Universidade de Coimbra, la més antiga de Portugal (1290)

El sistema d'ensenyament de Portugal és regulat per l'Estat via el Ministeri d'Educació i del Ministeri de Ciència, Tecnologia i Ensenyament Superior. El sistema d'ensenyança pública és el més utilitzat, encara que existeixen escoles privades en tots els nivells.
A Portugal l'ensenyament comença obligatòriament per a tots els alumnes de 6 anys (o 5 anys si l'alumne fa 6 anys l'any d'entrada). L'ensenyança obligatòria és de 9 anys, tot i que hi ha plans per estendre-la a 12 anys. L'educació es divideix en tres cicles:
- Primer cicle: del primer al quart any;
- Segon cicle: del quint al sisè any;
- Tercer cicle: del setè al novè any.

El cicle següent, no obligatori, és el secundari, del desè al dotzè any. Té un sistema d'organització propi, diferent dels altres cicles.
Portugal ha guanyat rellevància a escala internacional per una política educativa reeixida que de manera sostinguda ha aconseguit reduir l'abandonament escolar i millorar els resultats educatius fins a situar-se en estàndards similars a la mitjana europea. A més, Portugal gaudeix d’una escola pública poc segregada i amb bona reputació social. Una de les peces d’aquesta política ha estat la generalització de les escoles a temps complet, impulsades l’any 2005 arran d’una reforma educativa del Ministeri d’Educació i implementada mitjançant acords de col·laboració i finançament amb els Ajuntaments i les direccions escolars. L’objectiu de la reforma era principalment contribuir a reforçar la base d’aprenentatges de Primària, l’equitat en l’accés a activitats d’educació no formal i l’ajust entre els temps escolars i laborals de les famílies. La reforma va aconseguir mantenir-se tot i la crisi de 2008 gràcies a un pacte social i polític sòlid, i actualment és un model d’escola consolidat que gaudeix d’una àmplia acceptació.